# Sibila de Fortià
Sibila de Fortià (? – 1406. ) bila je kći Berengara de Fortije i Francesce de Vilamarí. Članica plemićke obitelji zvane Fortiá, Sibila je bila dio „niže aristokracije“ te je opisana kao „ljupka“.
Artal de Foces oženio se Sibilom. Nije poznato kada su se vjenčali, ali pretpostavlja se da su bili bez djece.  Kao udovica, Sibila je postala službenica Eleonore Sicilske, čiji je suprug bio Petar IV. Aragonski. Eleonora je umrla 1375.

## KraljicaAragonije
Nakon smrti kraljice Eleonore, mlada je Sibila „zapala“ kralju za oko – Petar je imao 56 godina. Kraljevi su sinovi otkrili da je kralj zaljubljen te su smatrali da do braka nikako ne smije doći. Dana 11. listopada 1377., Sibila se u Barceloni udala za Petra IV. kao njegova četvrta žena. Petar i njegovi sinovi nisu bili u dobrim odnosima. Malo-pomalo, Sibila je počela imati jak utjecaj na dvoru, pa je pozvala svoju obitelj na dvor.
Ovo su Sibilina i Petrova djeca:
- Alfons (španjolski Alfonso) – grof Morelle
- Petar (Pedro)
- Izabela Aragonska, grofica Urgella (Isabel) — supruga Jakova II. od Urgella te majka Izabele Urgellske, vojvotkinje Coimbre

## Udovica
Sibila je postala udovica 1387. godine. U strahu od pastorka Ivana i njegove žene Jolande de Bar, Sibila je pobjegla u mjesto gdje je bila živjela Leonora Aragonska. 
Sibilin pastorak, Ivan i njegova supruga, Jolanda natjerali su Sibilu da se vrati te je u Barceloni bila pod „posebnom pažnjom“, neprestance nadzirana. Nakon Ivanove smrti, kraljem je postao Martin, koji je relativno dobro tretirao Sibilu, a ona je preminula 24. studenoga 1406. godine. Martin je odredio da Sibila bude pokopana s počastima.